# Familia Strâmbeanu

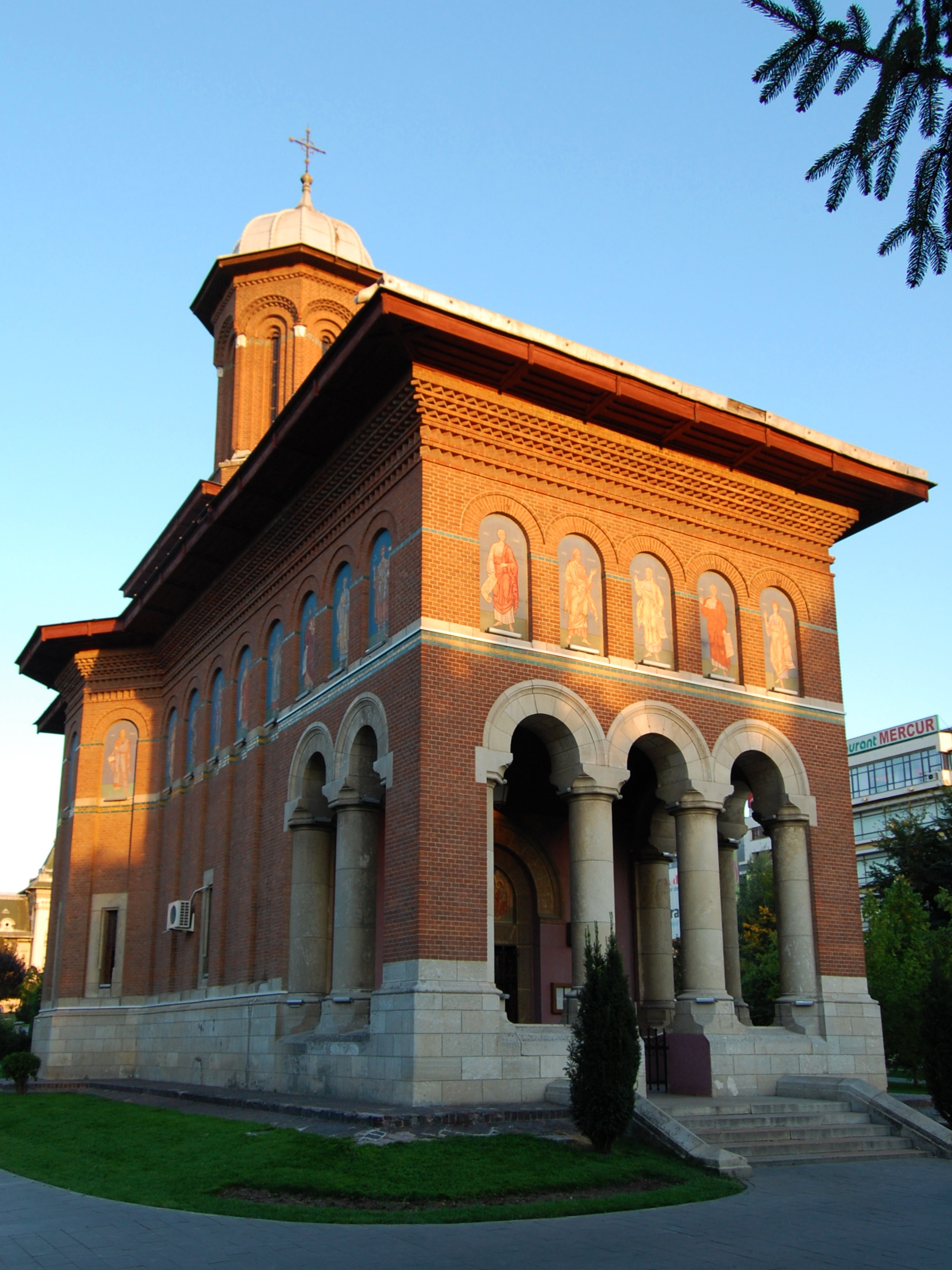
Biserica Sf. Treime din Craiova, ctitorită de Dumitrana Știrbei (născută Strâmbeanu) la 1765.

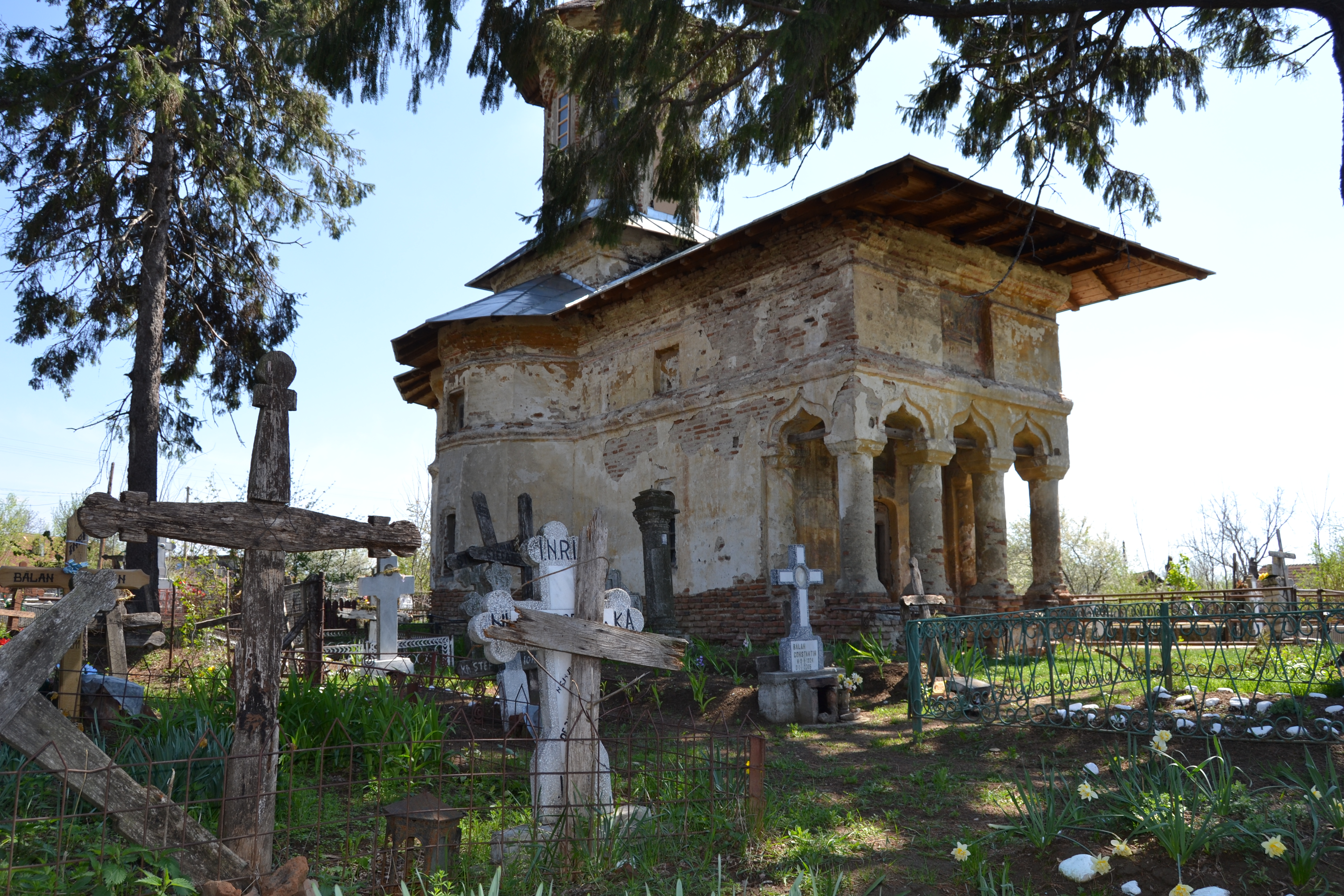
Biseriica Adormirea Maicii Domnului din Pitaru, construită de un Mihai și Ilinca Strâmbeanu. (ca.1757)

Familia Strâmbeanu este o familie de boieri originară din Oltenia. Prima dată când este atestată e la sfârșitul secolului al XVII-lea și de familia e mai veche. Primul membru e Paharnicul Radu Strîmbeanu care a fost paharnic pe la 1696. Era căsătorit cu Despina Tomeanu, fiica lui Radu Tomeanu, Spătar. Radu și Despina au avut un fiu, pe Matei.
Un Drăghici Strâmbeanu este menționat pe timpul lui Ștefan Cantacuzino la 1714. El și cu alți 2 boieri sunt însărcinați să-i adăpostească pe trupele lui Carol XII al Suediei. El este menționat și la 1718 și 1720 în rândul boierilor Olteni.
Mușa Strâmbeanu era măritată cu Nicolae Dedulescu, Pitar.
Constantin Strâmbeanu. Era menționat la 1719. Avea titlul de Mare Pitar, atunci când a fost numit Consilier Imperial al Olteniei. La 1741 el ajunge Caimacam al Craiovei. A avut 3 copii: Dumitrana, căsătorită cu Constantin Știrbei, fiul lor, Barbu Știrbei, a fost tatăl adoptiv lui Barbu D. Știrbei, Ilinca Strâmbeanu, soția boierului Poenaru la 1769, Iordache Strâmbeanu, clucer la 1741. Iordache avea un fiu: Constantin Strâmbeanu, Ispravnic la 1793.
Mihai Strâmbeanu, Iogofăt și Ispravnic la 1752.